# Jim Abrahams
Jim Abrahams (Shorewood, 10 de maio de 1944 – Santa Mônica, 26 de novembro de 2024) foi um diretor, roteirista e produtor de cinema americano.

## Filmografia
- 1998 - Jane Austen's Mafia!
- 1997 - ...First do not harm (TV)
- 1993 - Top Gang 2! - A Missão
- 1991 - Top Gang - Ases Muito Loucos
- 1990 - Welcome Home, Roxy Carmichael
- 1988 - Big business
- 1986 - Ruthless people
- 1984 - Top Secret!
- 1980 - Apertem os Cintos... O Piloto Sumiu!

## Prémios e nomeações
- Recebeu uma indicação ao BAFTA de Melhor Argumento, por "Airplane!" (1980).